# Alatxa
L’alatxa (Sardinella aurita) és un peix teleosti de la família dels clupeids i de l'ordre dels clupeïformes semblant a la sardina.

## Morfologia
- La talla màxima en els mascles és de 31 cm[3] i pot arribar als 229 g de pes.[4]
- Presenta un cos fusiforme, allargat i aplanat als costats.
- No té línia lateral.
- Posseeix dues escates grosses i transparents a cada costat de la base de l'aleta caudal.
- La mandíbula inferior és més grossa que la superior.
- El ventre està clarament assarjat.
- L'aleta dorsal va dirigida cap endavant i és única. L'inici de les pelvianes se situa per darrere del centre d'inserció de la dorsal.
- El dors és de color blau i el ventre pren una coloració platejada. Els costats estan travessats per una banda daurada que desapareix ràpidament després de morir. Les aletes són groguenques, vorejades de fosc i presenten una franja daurada longitudinal. A sobre de l'opercle hi sol haver una taca fosca característica.
- Es diferencia de la sardina per tenir l'opercle llis amb una sola estria i la vora de l'obertura branquial amb dos bonys.[5]

## Reproducció
Té lloc a l'estiu, quan la temperatura superficial és màxima. Els ous són pelàgics.

## Alimentació
Els adults mengen zooplàncton (sobretot de crustacis i larves), mentre que els exemplars immadurs prefereixen el fitoplàncton.

## Hàbitat
És un peix pelàgic costaner que forma bancs molt nombrosos. La seua distribució batimètrica va des de la superfície fins als 350 m. Durant l'estiu és quan es troba més a prop del litoral.

## Distribució geogràfica
Es troba a l'Atlàntic oriental (des de Gibraltar fins a Saldanha Bay -Sud-àfrica-), a l'Atlàntic occidental (des de Cape Cod -Estats Units- fins a l'Argentina, incloent-hi les Bahames, les Antilles, el Golf de Mèxic i el Carib), la mar Mediterrània (més abundant a la part meridional) i la mar Negra.

## Costums
Pot formar bancs amb altres petits pelàgics com la sardina.

## Pesca
Es pesca de nit amb arts de cercle. El banc és atret per la llum. El seu interès comercial no és tan gran com el dels altres clupeids. La talla comercial és a partir dels 15 cm.

## Ús gastronòmic
És molt rar trobar-la als mercats, llevat dels de les Illes Balears on es pesca especialment. Es comercialitza fresc o envasat.

## Observacions
- Té una longevitat de 7 anys.[11]